# جوقان كوتشك (أوجان الغربي)
جوقان کوتشك (بالفارسية: جوقان کوچک) هي منطقة سكنية تقع في إيران في قسم أوجان الغربي الريفي. يقدر عدد سكانها بـ 484 نسمة .